# Ginnastica ai Giochi della XXX Olimpiade - Sbarra
La competizione della sbarra dei giochi olimpici di Londra 2012 si è svolto il 7 agosto 2012 presso la The O2 Arena.

## Programma
| Data                  | Ora   | Turno  |
| --------------------- | ----- | ------ |
| Martedì 7 agosto 2012 | 14:00 | Finale |

## Qualifiche
| Posizione | Ginnasta           | Nazione                  | Punt. D | Punt. E | Pen. | Total  | Qualif. |
| --------- | ------------------ | ------------------------ | ------- | ------- | ---- | ------ | ------- |
| 1         | Epke Zonderland    | Paesi Bassi (bandiera)   | 7.500   | 8.466   |      | 15.966 | SI      |
| 2         | Zhang Chenlong     | Cina (bandiera)          | 7.500   | 8.433   |      | 15.933 | SI      |
| 3         | Danell Leyva       | Stati Uniti (bandiera)   | 7.200   | 8.666   |      | 15.866 | SI      |
| 4         | Fabian Hambüchen   | Germania (bandiera)      | 7.000   | 8.633   |      | 15.633 | SI      |
| 5         | Jonathan Horton    | Stati Uniti (bandiera)   | 6.800   | 8.766   |      | 15.566 | SI      |
| 6         | Emin Garibov       | Russia (bandiera)        | 7.300   | 8.266   |      | 15.566 | SI      |
| 7         | Zou Kai            | Cina (bandiera)          | 7.400   | 8.133   |      | 15.533 | SI      |
| 8         | Kim Ji-hoon        | Corea del Sud (bandiera) | 7.300   | 8.200   |      | 15.500 | SI      |
| 9         | Kristian Thomas    | Regno Unito (bandiera)   | 6.500   | 8.866   |      | 15.366 | NO      |
| 10        | John Orozco        | Stati Uniti (bandiera)   | 6.700   | 8.566   |      | 15.266 | -       |
| 11        | Sam Oldham         | Regno Unito (bandiera)   | 6.700   | 8.400   |      | 15.100 | NO      |
| 12        | Alexander Shatilov | Israele (bandiera)       | 6.300   | 8.700   |      | 15.100 | NO      |

### Finale
La finale si è disputata il 7 agosto 2012.
| Posizione | Ginnasta         | Nazione       | Punt. D | Punt. E | Pen. | Totale |
| --------- | ---------------- | ------------- | ------- | ------- | ---- | ------ |
| 1         | Epke Zonderland  | Paesi Bassi   | 7.900   | 8.633   | 0.00 | 16.533 |
| 2         | Fabian Hambüchen | Germania      | 7.500   | 8.900   | 0.00 | 16.400 |
| 3         | Zou Kai          | Cina          | 7.900   | 8.466   | 0.00 | 16.366 |
| 4         | Zhang Chenglong  | Cina          | 7.700   | 8.566   | 0.00 | 16.266 |
| 5         | Danell Leyva     | Stati Uniti   | 7.200   | 8.633   | 0.00 | 15.833 |
| 6         | Jonathan Horton  | Stati Uniti   | 6.800   | 8.666   | 0.00 | 15.466 |
| 7         | Emin Garibov     | Russia        | 7.100   | 8.233   | 0.00 | 15.333 |
| 8         | Kim Ji-hoon      | Corea del Sud | 7.100   | 8.033   | 0.00 | 15.133 |